# Ли, Бернард
Бернард Ли (10 января 1908 — 16 января 1981) — английский актёр, известный, в первую очередь, благодаря исполнению роли M в 11 фильмах про Джеймса Бонда.

## Биография
Ли родился 10 января 1908 года. Отец Ли был также актёром и первое появление Бернара на сцене было в 1914 году, в возрасте шести лет в спектакле вместе с отцом.
После службы в армии с 1940 по 1946 г. Ли вернулся на сцену, в то время он начал активно сниматься в кино.
В ноябре 1980 года Ли попал в больницу с подозрением на рак желудка. Он оставался в больнице, пока не умер 16 января 1981 года, всего через шесть дней после своего 73 дня рождения.
Ли умер после начала съемок фильма «Только для твоих глаз», но прежде, чем были начаты съемки с его участием. Из уважения к Ли, замену не искали, а сценарий был переписан так, чтобы его персонаж находился в отпуске.

## Семья
Дочь - Анна Ли. Зять - Алан Миллер. Внук - британский актёр Джонни Ли Миллер.

## Фильмография
- Третий человек, 1949.
- Кольцо шпионов / Ring of Spies (1964) — Гарри Хоутон
- «Джордж из Динки-джаза»
- «Доктор Но»
- «Из России с любовью»
- «Голдфингер»
- «Шаровая молния»
- «Живёшь только дважды»
- «На секретной службе Её Величества»
- «Бриллианты навсегда»
- «Живи и дай умереть»
- «Человек с золотым пистолетом»
- «Шпион, который меня любил»
- «Лунный гонщик»